# شبه جزيرة نوتو
شبه جزيرة نوتو (باليابانية: 能登半島) هي شبه جزيرة تمتد شمالًا إلى بحر اليابان من ساحل محافظة إيشيكاوا في وسط هونشو، الجزيرة الرئيسية في اليابان. الصناعات الرئيسية في شبه الجزيرة هي الزراعة وصيد الأسماك والسياحة.

## الاسم
حسب الكسندر فوفين، الاسم مشتق من لغة الأينو وليس من كلمة "الرأس" أو نوتو "الرأس الكبير". وتكتب باثنين من اتيجي ( كانجي مخصص يستخدم لكلمة غير ذات صلة) 能 "نو" 'القدرة' و "تو" 登 'الصعود'.

## المناطق
تنقسم منطقة شبه جزيرة نوتو إلى 3 مناطق.
- كوتشي نوتو (مدخل نوتو)

الجزء الجنوبي من المنطقة. وتضم: مدينة هاكوي، مدينة كاهوكو، مدينة هوداتسو-شيميزو، مدينة شيكا.
- ناكا نوتو (وسط نوتو)

الجزء الأوسط من المنطقة. وتضم: مدينة ناناو، منتجع واكورا أونسن، مدينة ناكا نوتو، تاتسوروهاما.
- أوكو-نوتو (عمق نوتو أو شمال نوتو)

الجزء الشمالي من المنطقة. وتضم: مدينة واجيما، مدينة سوزو، مدينة نوتو، مدينة أناميزو، جزيرة نوتو.

## في السينما
تظهر شبه جزيرة نوتو بشكل بارز في الفيلم الياباني زيرو فوكس عام 1961، من إخراج يوشيتارو نومورا. يعرض الفيلم لقطات تحبس الأنفاس لساحل شبه الجزيرة، إلى جانب تشريح مثير للاهتمام للاختلافات الاجتماعية في المنطقة. شبه جزيرة نوتو هي أيضًا مكان تصوير فيلم هيروكازو كورئيدا الثاني مابوروشي عام 1995 والفيلم الأخير لشوهي إيمامورا ماء دافئ أسفل جسر أحمر عام 2001. سوزو، المدينة الواقعة على طرف شبه جزيرة نوتو هي مكان تصوير فيلم ساهاتي نيتي لعام 2014.

## الزلازل
في 25 آذار/مارس 2007، هز زلزال نوتو شبه الجزيرة، مما تسبب في وفاة شخص واحد وإصابة 170 شخصًا على الأقل. بين أيار/مايو 2018 وتموز/يونيو 2022، شهد الطرف الشمالي الشرقي من نوتو زلزالًا شمل أكثر من 20000 هزة، بما في ذلك 10 هزات بقوة أكثر من 4 درجات. وفي الآونة الأخيرة، شهدت نوتو زلزال إيشيكاوا عام 2023 وزلزال بحر اليابان في 1 كانون الثاني/يناير 2024.